# Шабельников, Юрий Леонидович
Ю́рий Леони́дович Шабе́льников (24 декабря 1959, Таганрог) — российский художник, педагог.

## Биография
Родился 24 декабря 1959 года в Таганроге в семье инженеров. Окончил среднюю школу №9 с английским уклоном.
Окончил Таганрогскую детскую художественную школу. Ученик Леонида Стуканова.
С 1977 по 1979 год учился на худграфе Ростовского государственного педагогического института, который был вынужден покинуть по политическим мотивам. В 1979—1982 годах учился в Ростовском художественном училище. 
С 1982 по 1995 год преподавал живопись в детской художественной школе Таганрога. Работая в ДХШ, разработал совместно с Владимиром Барановским оригинальную методику преподавания композиции, построенную на принципах веймарской школы Баухаус.
С 1987 года — член товарищества «Искусство или смерть». В 1990—1991 годах — художник-постановщик в Таганрогском драматическом театре.
Первая персональная выставка «Богудонская школа» состоялась в 1993 году в московской галерее «Велта» при содействии Авдея Тер-Оганьяна, называвшего себя учеником Шабельникова.
В 1995 году перебрался в Москву. Жил и работал в сквоте «Бауманская, 13» до его закрытия в 1998 году. С 2006 года читал лекции и проводил мастер-классы для слушателей школы современного искусства «Свободные мастерские».
В 2007 году был включён в шорт-лист премии Кандинского в номинации «Художник года».
В 2008 году работа Юрия Шабельникова «Граница» (2006 г., х/м, 210х175) из серии «Реквием воли» была продана на аукционе «Sotheby’s».
Работает с галереями АртСтрелка Projects (Москва, 2004—2009), М. Гельмана (Москва), «Orel Art» (Париж).
В 2012 году создал совместно с скульптором Юрием Хоровским памятник для могилы актрисы Людмилы Гурченко.
В сентябре 2012 года проект Шабельникова «Библейская почта» был включён в лонг-лист премии Кандинского в номинации «Проект года».
Живёт и работает в Москве.

## Работы находятся в собраниях
- Государственный Русский музей, Санкт-Петербург.[11]
- Государственная Третьяковская галерея, Москва.[11]
- Московский музей современного искусства, Москва.
- Государственный центр современного искусства, Москва.
- Музей актуального искусства ART4.RU, Москва.
- Музей современного искусства «Киасма», Хельсинки.
- Музей современного изобразительного искусства на Дмитровской, Ростов-на-Дону.
- Новый музей, Санкт-Петербург.
- Коллекция Марата Гельмана, Москва.
- Коллекция 16thLINE art-gallery
- Коллекция Pecherskiy Gallery
- Коллекция Альберто Сандретти, Италия.
- Коллекция Фонда Ruarts
- Галерея ZHDANOV
- Частные коллекции (Рим, Берн, Париж, Лондон, Чикаго, Нью-Йорк, Москва, Таганрог, С.-Петербург, Киев, Ростов-на-Дону).

## Персональные выставки
- 2024 — «Единство. Гармония. Красота. Академия прошлого». Sistema Gallery, Москва.[12][13][14][15]
- 2019 — «Конец фильма (вторая серия)». Галерея «Перелётный кабак», Москва.[16]
- 2013 — «РЕКВИЕМ ВОЛИ». Pechersky Gallery, Москва.[17][18][19]
- 2013 — «Мистерия-beef II». 16thLINE art-gallery, Ростов-на-Дону.[20][21][22]
- 2011 — «Библейская почта». Галерея М. Гельмана, Москва[23][24][25].
- 2009 — «Конец» («The End»). Галерея «Orel Art», Париж.
- 2007 — «Эзотерический футбол». Галерея «ARTERIUM» — Галерея «Orel Art» (в рамках Второй Московской биеннале современного искусства), Москва.
- 2006 — «РЕКВИЕМ ВОЛИ» («Requiem á la volonté»). Галерея «Orel Art», Париж.
- 2006 — «ИМЕНИ РЕМБРАНДТА». Галерея «Reflex» (АРТСтрелка), Москва.
- 2005 — «15 лет назад я все ещё занимался живописью». АртСтрелка Projects, Москва.
- 2004 — «Солдатам труда». Галерея М. Гельмана, Москва.
- 2002 — «На костях» (инсталляция). Галерея М. Гельмана, Киев.
- 2003 — «Солдатам труда». Мастерские Арт-Москвы, ЦДХ, Москва.
- 2000 — «Мистерия-beef». Музей нонконформистского искусства, Санкт-Петербург.
- 2000 — «Мистерия-beef». Галерея М. Гельмана, Москва[26].
- 1999 — «Пушкин всегда с нами». Галерея «Дар», Москва.
- 1998 — «Золотой фонд» (совм. с Ю. Фесенко). «Арт-Манеж», галерея «Московская палитра», Москва.[27]
- 1998 — «Мавзолей: ритуальная модель» (совм. с Ю. Фесенко). Галерея «Дар», Москва[28][29][30][22][31].
- 1995 — «Fuocoso» (совм. с В. Кошляковым). Галерея М. Гельмана, Москва.
- 1995 — «Некроакадемия». Выставочный зал Детской художественной школы, Таганрог.[32][33]
- 1995 — «Два приношения: горькое и сладкое» (совм. с А. Кисляковым). Музей Градостроительства и быта, Таганрог[34][35].
- 1993 — «В новом свете». Галерея в Трехпрудном пер., Москва.
- 1993 — «Богудонская школа». Галерея «Велта», Москва[5][36].

## Галерея

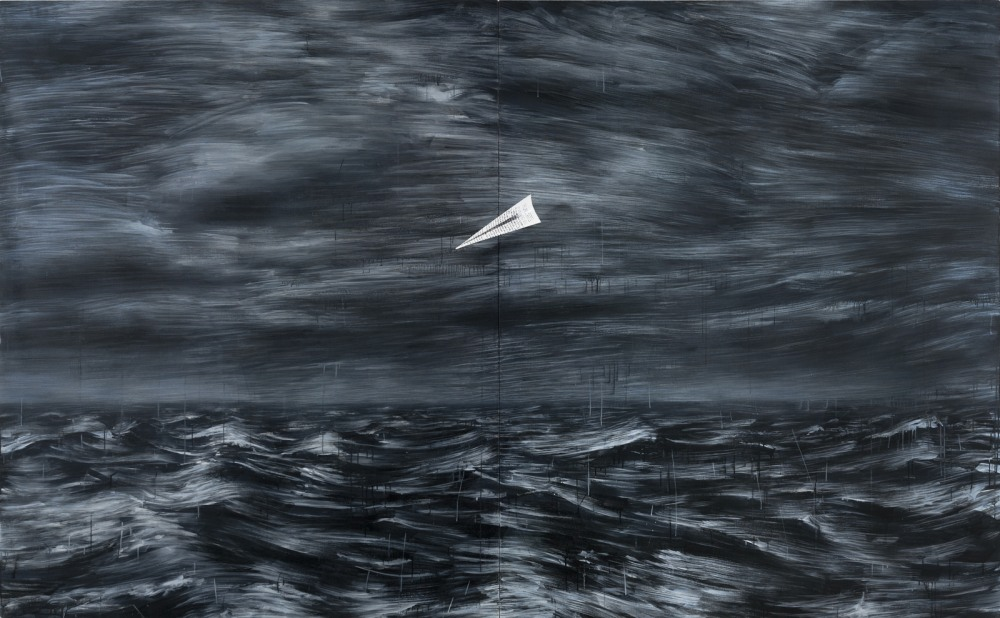
Проект «Библейская почта», 2011
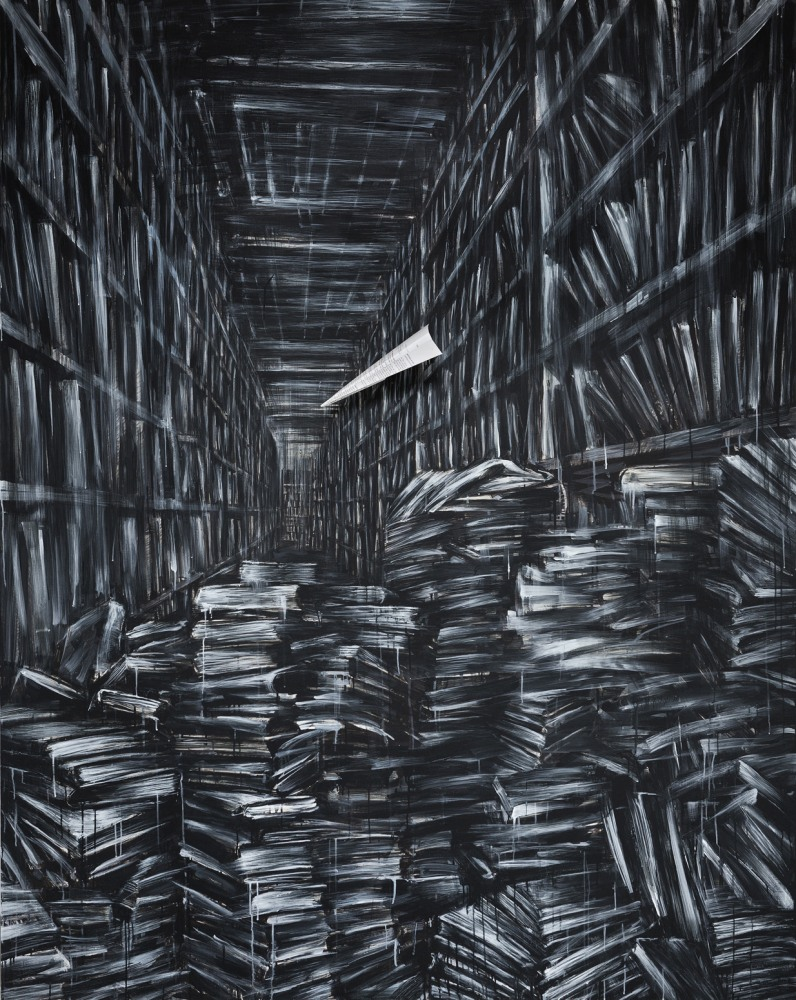
Проект «Библейская почта», 2011
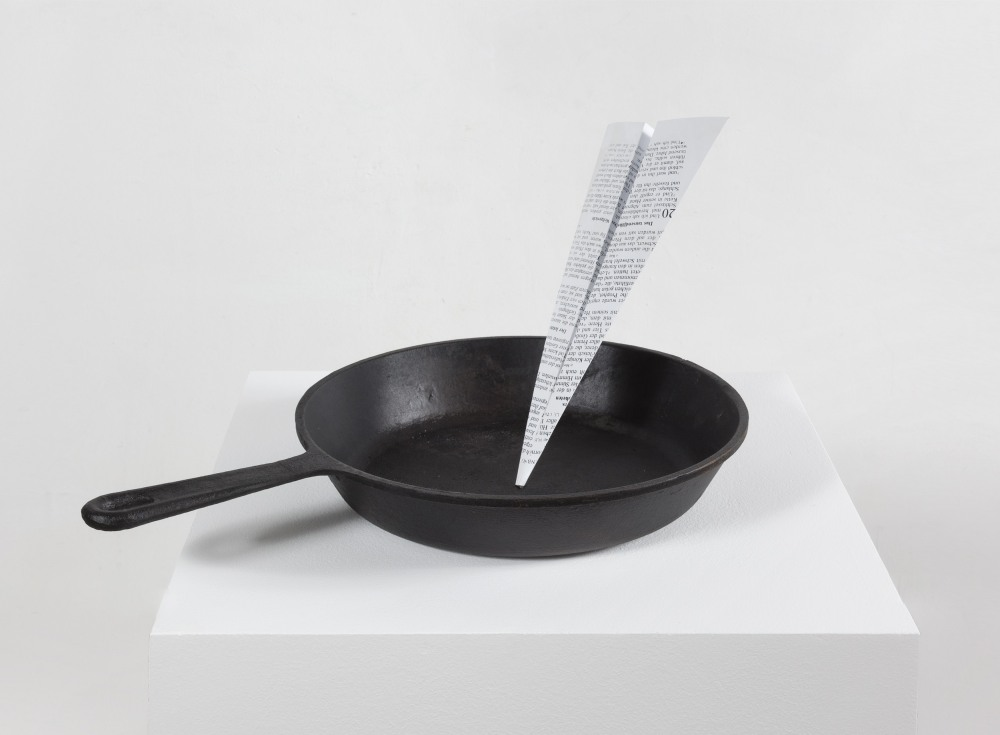
Проект «Библейская почта», 2011
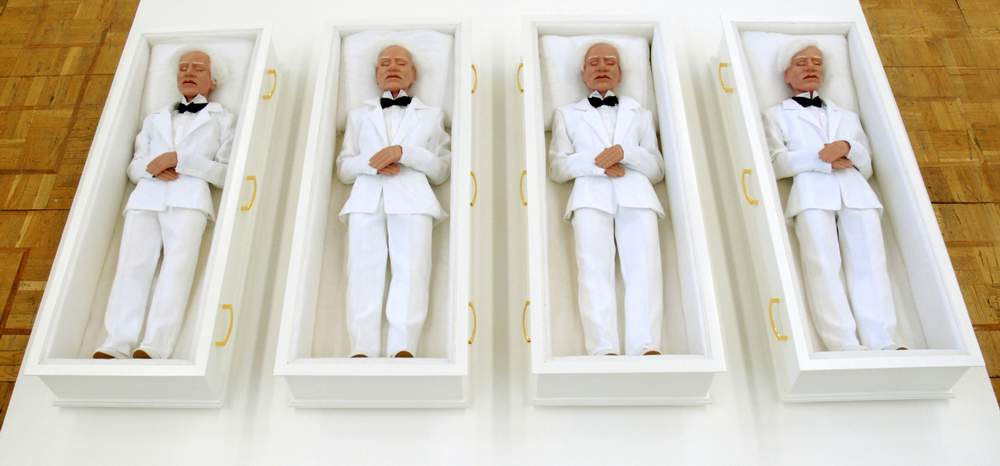
Объект «Andy, Andy ...», 2007
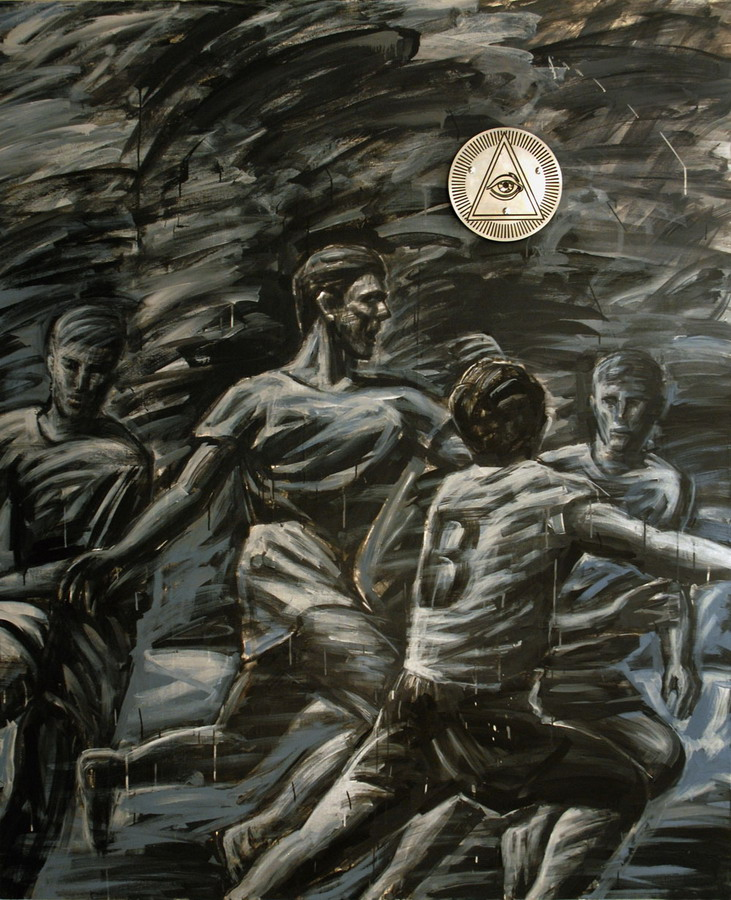
Проект «Эзотерический футбол», 2007
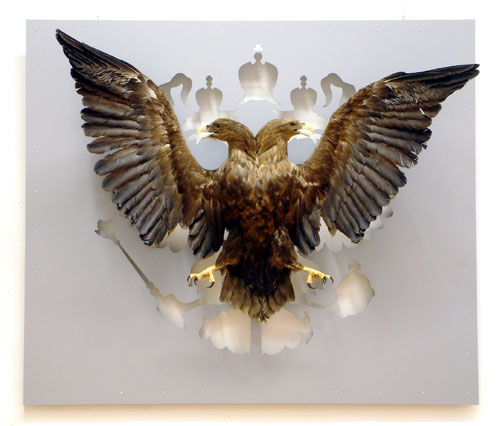
«Орёл», 2005
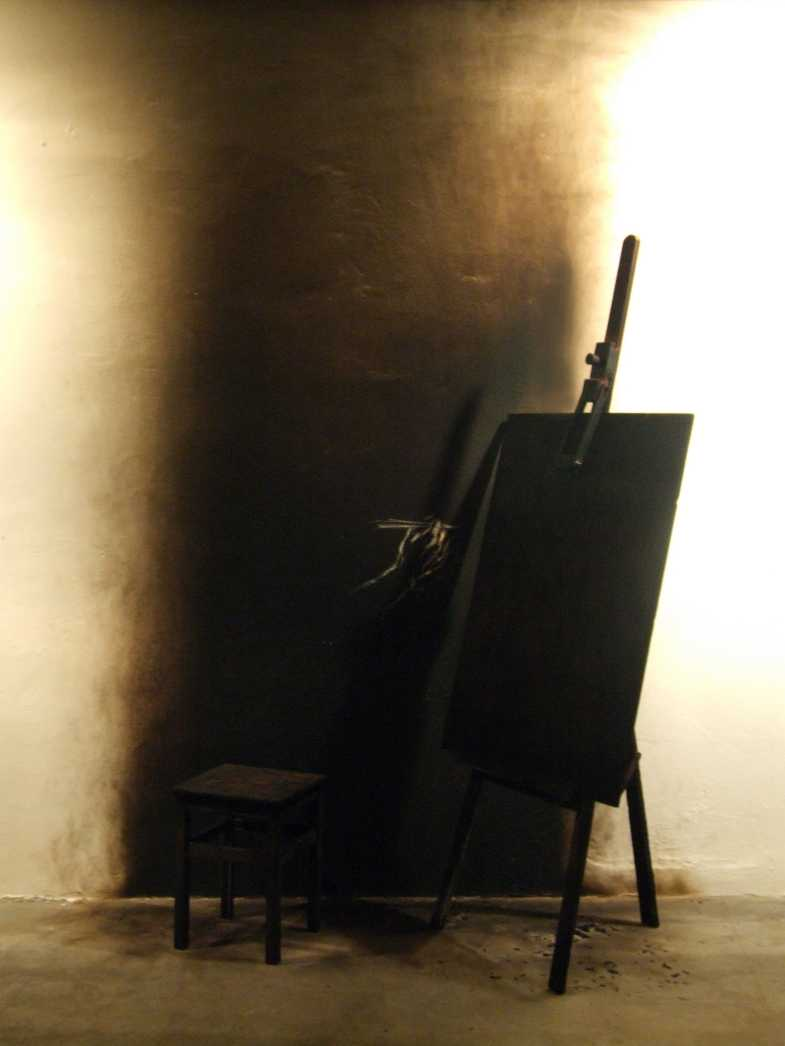
«Vita brevus, ars brevus», 2005
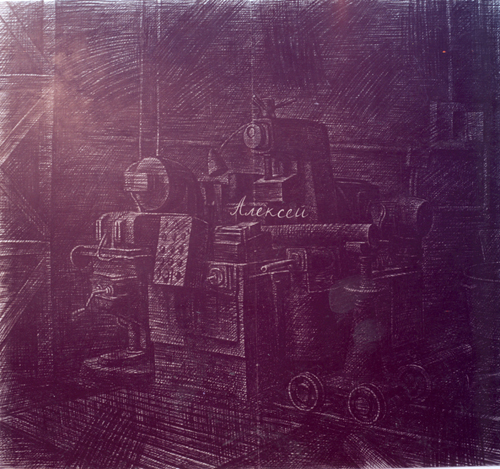
«Солдатам труда», 2004
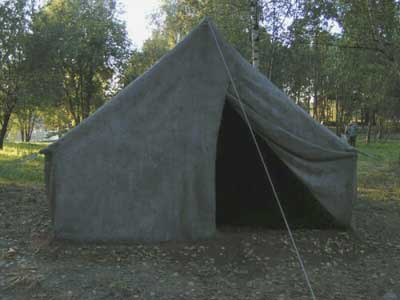
«Последний привал» (совместно с Ю. Хоровским), АртКлязьма, 2004
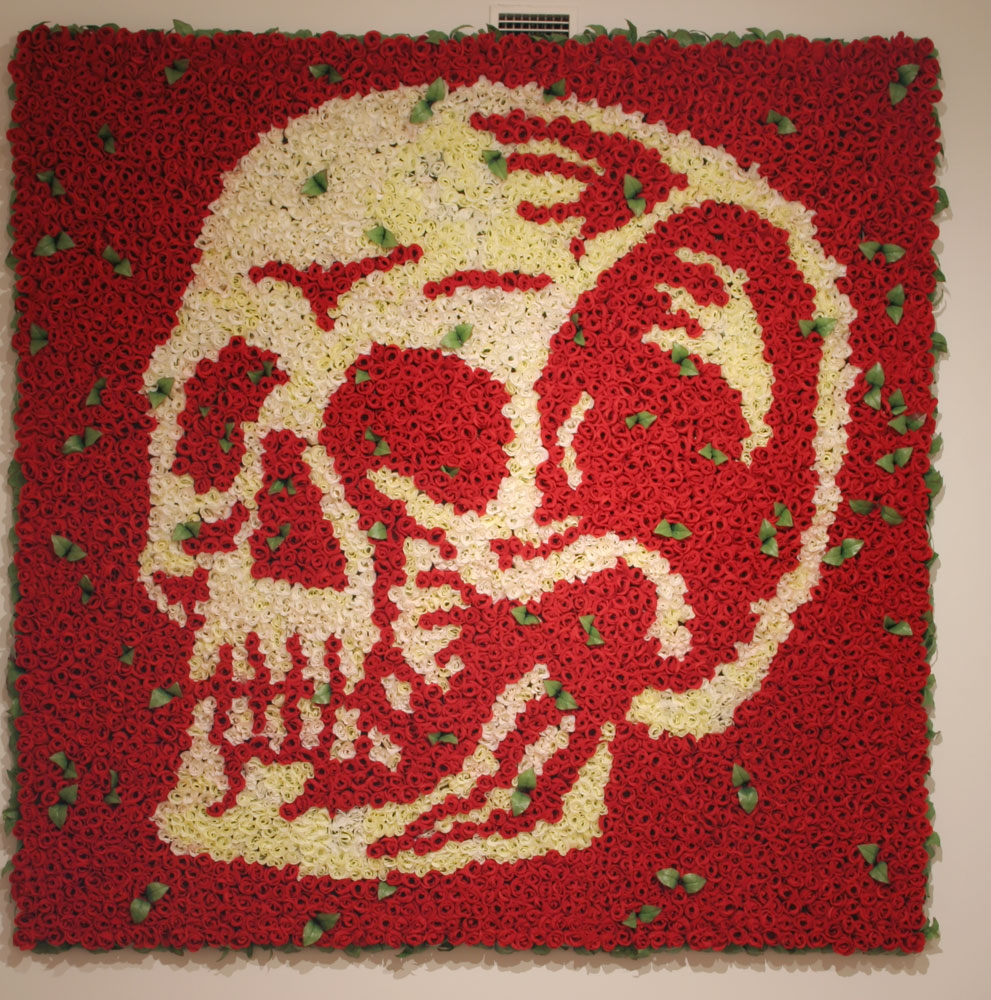
«На костях», 2002
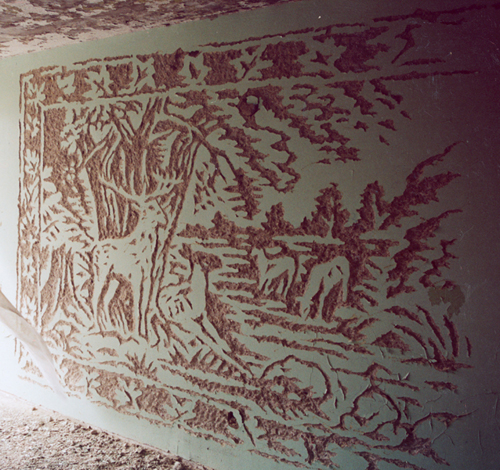
«Бабушкин сон», Фестиваль современного искусства «Мелиорация», 2002
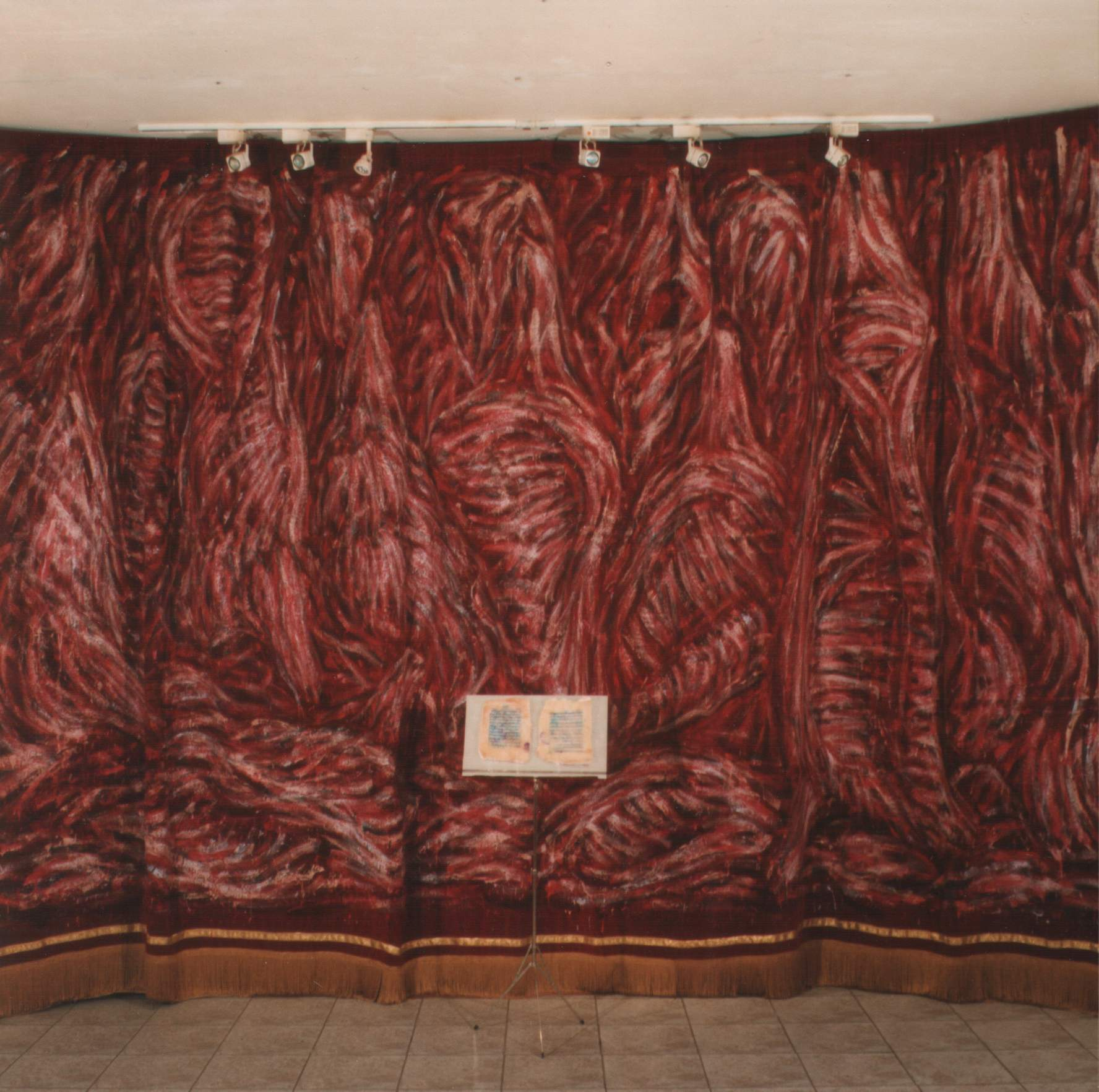
«Мистерия-beef», 2000
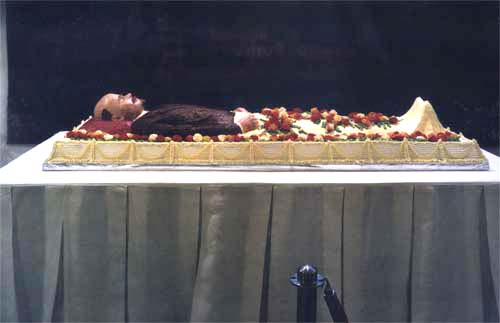
«Мавзолей: ритуальная модель» (совместно с Ю. Фесенко), 1998
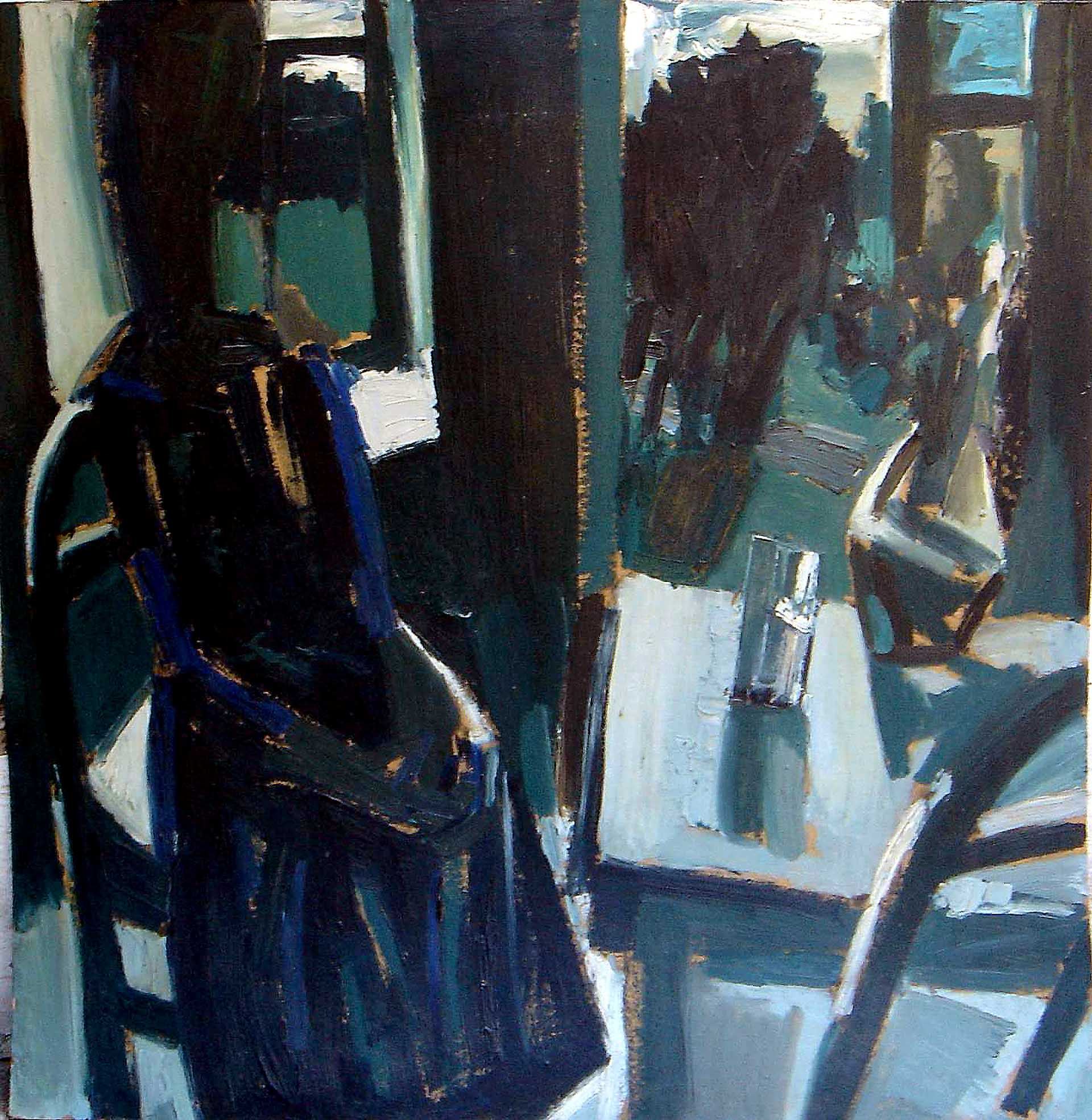
Ю. Шабельников, «Стакан воды», к/м, 102х100, 1982

## Групповые выставки
- 2023 — «Лето 2023». Галерея «ILONA-K artspace», Москва.
- 2023 — «Александр Жданов. Последний Пан». Ростовский областной музей изобразительных искусств, Галерея ZHDANOV, Ростов-на-Дону.[38][39][40][41][42]
- 2021 — «Принцип случайного». Музей современного изобразительного искусства на Дмитровской, Ростов-на-Дону.[43]
- 2019 — «После Графа 2019». Галерея ZHDANOV, Выставочный зал ТО Союза художников России, Таганрог.[44]
- 2017 — «После Графа 2017». Галерея ZHDANOV, Выставочный зал ТО Союза художников России, Таганрог.[45][46][47]
- 2017 — «Еда, лес и поле». Галерея «Перелётный кабак», Москва[16].
- 2016 — Международный симпозиум современного искусства Бирючий. Запорожская область, полуостров Бирючий, Украина[48].
- 2015 — «Предел доверия». ЦСИ «ЕрмиловЦентр», Харьков[49].
- 2015 — Международный симпозиум современного искусства Бирючий. Запорожская область, полуостров Бирючий, Украина.
- 2014 — Международный симпозиум современного искусства Бирючий (проект «Новая археология»[50]). Запорожская область, полуостров Бирючий, Украина[6][51][52].
- 2013 — «Реконструкция». Фонд культуры «Екатерина», Москва[53].
- 2013 — «Сны для тех, кто бодрствует». Московский музей современного искусства, Москва[54]
- 2013 — «ICONS». PERMM, ТКАЧИ, Санкт-Петербург[55][56][57][58].
- 2013 — «Первая коллекция. Причины и связи». Пермский музей современного искусства, Пермь[59][60].
- 2012 — Выставка номинантов Премии Кандинского. Кинотеатр «Ударник», Москва[61].
- 2012 — «Родина». Красноярский культурно-исторический музейный комплекс, Красноярск[62][63].
- 2012 — «ICONS». Краснодарский краевой выставочный зал изобразительных искусств, Краснодар.
- 2011 — «Родина». Пермский музей современного искусства, Пермь[64].
- 2011 — «Арт Москва 2011». ЦДХ, Москва.
- 2010 — «FIAC — 2010». Париж[37].
- 2010 — «In Memoriam». Галерея «RuArts», Москва.
- 2010 — «Свободы!..». Квартирная выставка, Москва.
- 2009 — «Ночь в музее». Пермский музей современного искусства, Пермь.
- 2009 — «Не игрушки!?». Государственная Третьяковская галерея, Москва.
- 2009 — «Товарищество „Искусство или смерть“». Государственный музей современного искусства, Москва[65].
- 2009 — «Арт Москва 2009». ЦДХ, Москва.
- 2009 — «Good news!». Галерея «Orel Art», Лондон.
- 2009 — «REMAKE». М-галерея, Ростов-на-Дону.
- 2009 — «21 РОССИЯ». PinchukArtCentre, Киев.
- 2009 — «Пейзаж…» (живопись, объекты, видеоарт, фотография). Галерея «RuArts», Москва.
- 2008 — «SMALL». Галерея М. Гельмана, Москва.
- 2008 — «Русское бедное». Речной вокзал, Пермь.
- 2008 — «О смертном в искусстве. Памяти Николая Константинова». М-галерея, Ростов-на-Дону.
- 2008 — «Хороший художник…». Галерея «RuArts», Москва.
- 2008 — «Арт Москва 2008». ЦДХ, Москва[66].
- 2008 — «Оттепель». Художественный музей Челси, Нью-Йорк.
- 2007 — «Это не еда». Фонд «Эра», Москва[67].
- 2007 — Выставка номинантов «Премии Кандинского». ЦСИ «Винзавод», Москва.
- 2007 — «East West». Галерея «Orel Art», Париж.
- 2007 — «Барокко». Московский музей современного искусства, Крокин галерея, Москва.
- 2007 — «Summer show». Галерея М. Гельмана, Винзавод, Москва.
- 2007 — Четвёртый Московский Международный Салон Изящных Искусств. Центральный выставочный зал «Манеж», Москва.
- 2007 — «Арт Москва 2007». ЦДХ, Москва.
- 2007 — «Дневник художника» (2-я Московская биеннале современного искусства). Проект «Энди, Энди …» ЦДХ, Москва.
- 2007 — «Оттепель». Государственный Русский музей — Галерея М. Гельмана, Санкт-Петербург.
- 2006 — «Искусство или смерть. Двадцать лет спустя». МСИИ на Дмитровской, Ростов-на-Дону.
- 2006 — «Новое в коллекции». ГЦСИ, Москва.
- 2006 — «ART ATTACK!» Галерея Orel Art, Париж.
- 2006 — «Арт Москва 2006». ЦДХ, Москва.
- 2006 — «Russia 2». Галерея «White Box», Нью-Йорк.
- 2005 — Фестиваль «Ars longa». Галерея Арт Стрелка Projects, Москва.
- 2005 — «Художник и оружие». ЦСИ М’АРС, Москва.
- 2005 — Ярмарка современного искусства FIAC (Стенд Галереи М. Гельмана, стенд галереи Orel Art Presenta), Париж.
- 2005 — «Субъективное время». ЦСИ «М’АРС», Москва.
- 2005 — «Портрет лица». Галерея М. Гельмана — ЦСИ М’АРС, Москва.
- 2005 — «Русский поп-арт». Государственная Третьяковская галерея, Москва.
- 2005 — «Арт Москва 2005». ЦДХ, Москва.
- 2005 — АРТКЛЯЗЬМА-2005, фестиваль современного искусства на открытом воздухе. Клязьменское водохранилище.
- 2005 — «Россия 2». Специальный проект Галереи М. Гельмана в рамках 1 Московской Биеннале Современного искусства, Москва[37].
- 2004 — Москва-Варшава / Warsaw — Moscow. ГЦСИ, Москва.
- 2004 — АртКлязьма, фестиваль современного искусства на открытом воздухе. Клязьменское водохранилище.
- 2003 — «Арт Москва 2003». ЦДХ, Москва.
- 2003 — «Мы-Они» (некоммерческий проект в рамках «Арт Москвы 2003»). ЦДХ, Москва.
- 2003 — АРТКЛЯЗЬМА-2003, фестиваль современного искусства на открытом воздухе. Клязьменское водохранилище.
- 2002 — «Мелиорация», Фестиваль современного искусства. Пирогово, Московская обл.
- 2002 — «В рабочем порядке». Галерея Д.Семёнова, С.-Петербург.
- 2001 — «Свойственное и несвойственное». Галерея «Бауманская, 13», Москва.
- 2001 — «Warhol connections» (во время «Недели Уорхола в Москве»). L-галерея — Галерея М.Гельмана, Москва.
- 2001 — «Бедное искусство», Ижевск.
- 2001 — «Искусство против географии». Русский музей, С.-Петербург.
- 2001 — «Глубинная Германия». Выставочный зал «На Каширке», Москва.
- 1999 — «Музей яблока». Галерея «Дар», Москва.
- 1999 — «Музей СССР». Музей и общественный центр им. А. Д. Сахарова, Москва.
- 1998 — «Плохая обувь — в хорошие руки». Галерея «Дар», Москва.
- 1997 — «АРТ Москва 1997». ЦДХ, Москва.
- 1996 — «Незабываемое» (совместно с Д.Ароновым и К.Звездочетовым). Государственный Выставочный зал на Солянке, Москва.
- 1996 — «Компромат». Галерея М. Гельмана, Москва.
- 1996 — «100-летию со дня рождения Казимира Малевича». Кабинет Малевича, Москва[68].
- 1992 — «Натюрморт». Галерея «Велта», Москва.
- 1992 — «Художник и книга». Галерея в Трехпрудном пер., Москва.
- 1992 — «Героическая / Живая сила» (совместно с А. Кисляковым). Ростовский областной музей изобразительных искусств, Ростов-на-Дону.
- 1990 — «Великие чародеи живописи». Выставочный зал «Пересветов переулок», Москва.
- 1989 — «Праздник имени Великой Египетской царицы любви Клеопатры», Ростов-на-Дону[69][70].
- 1989 — «Италия имеет форму сапога». Выставочный зал Союза художников на Набережной, Ростов-на-Дону.[71][72]
- 1988 — «Жупел». Выставочный зал Союза художников на ул. Горького, Ростов-на-Дону[73][74].
- 1988 — «Однодневная выставка». ДК завода «Прибой», Таганрог[75].

## Акции
- 1996 — «За вкусную и здоровую пищу». Ресторан «Максим», Москва;
- 1995 — «С днем рождения, Смерть!» (совместно с А. Логвиным). Галерея М. Гельмана, Москва.

## Сценография
- 1991 — «Алиса в стране чудес», Л. Кэррол. Таганрогский драматический театр им. А. П. Чехова, Таганрог.
- 1990 — «Служанки», Ж. Жене. Театр-студия «Воскресная школа» (реж. В. Рогульченко), Таганрог.
- 1990 — «Блэз». Таганрогский драматический театр имени А. П. Чехова, Таганрог.
- 1989 — Праздник имени Великой Египетской царицы любви Клеопатры (совм. с С. Тимофеевым). Парк Строителей, Ростов-на-Дону[76].
- 1989 — Фестиваль «Закрытая зона». ДК РИИЖТ, Ростов-на-Дону[77].
- 1988 — Фестиваль «Таган-рок». Городской дом культуры, Таганрог.

## Фильмография
- «Кошляков, Шабельников, Тер-Оганьян, Сигутин». Д/ф, «Art via Video», 2006.

## Цитаты
- «Художник не занимается самовыражением — это важно. Раньше художник открывал новые пространства, работал со стилем, а сейчас выясняется, что художник больше стиля — он находится между стилями, задействует тот или иной стиль, тот или иной метод высказывания, в зависимости от установки, концепции. Художник не связан ни стилем, ни языком. В основном, он занимается собой и сознанием, коммуникациями, соотнесением. Условно говоря, современное искусство — это способ выяснения отношений. С искусством, с самим собой. Как это сформулировал мой старый приятель Авдей Тер-Оганьян, сейчас современное искусство существует в зоне искусства об искусстве. Что это значит? Я не могу делать что-то произвольно, я вынужден реагировать на ситуацию. Постмодернизм — ситуация в культуре, и эта ситуация обязывает, я не могу её игнорировать. Современный художник не игнорирует ни ситуацию, ни историю искусств, ни контекст. Существует же ещё и история концепции, ничего на пустом месте не бывает. Осознание всего этого плюс дистанцирование от субъекта высказывания, от самого себя — это и есть базовые признаки того, что автор работает в зоне современного искусства»[6] — Юрий Шабельников, 2014.

## Факты
- В 2003 году художник Константин Батынков создал в рамках серии «Мой Кабаков» работу «Илья Кабаков помогает Юре Шабельникову создавать произведение (Арт Клязьма)» (2003, 41,5x59, бумага/гуашь)[78]. Работа находится в коллекции московского Государственного центра современного искусства[78].